# امارپاتان
امارپاتان (به انگلیسی: Amarpatan) یک منطقهٔ مسکونی در هند است که در مادایا پرادش واقع شده‌است.

## خصوصیات
امارپاتان ۱۶٬۳۶۵ نفر جمعیت دارد و ۳۵۸ متر بالاتر از سطح دریا واقع شده‌است.